# Aleksandr Tsjernych
Aleksandr Aleksandrovitsj Tsjernych (Russisch: Александр Александрович Чёрных) (Voskresensk, 12 september 1965) is een Russisch ijshockeyer. 
In de hoogste Sovjet-competitie maakte hij 59 doelpunten in 231 wedstrijden. 

## Internationaal
Als junior was hij al internationaal actief voor de Sovjet-Unie, en in 1983 en in 1984 werd hij wereldkampioen in de categorie tot 20 jaar. In 1984 werd hij Europees kampioen in de categorie tot 18 jaar, in 1985 werd hij derde op het wereldkampioenschap voor junioren. 
Op 29 oktober 1987 stond hij in een wedstrijd tegen het team van Tsjechoslowakije voor de eerste keer op het ijs met het nationale Sovjet-team. Tsjernych won tijdens de Olympische Winterspelen 1988 de gouden medaille met de Sovjetploeg. 
In 1989 werd Tsjernych wereldkampioen. 
Voor het nationale team maakte hij 12 doelpunten in 45 wedstrijden. 

## Einde carrière
In de zomer van 1989 moest hij vanwege de gevolgen van een auto-ongeluk zijn carrière beëindigen. 